# 曼恩公爵路易-奥古斯特·德·波旁
路易-奥古斯特·德·波旁，曼恩公爵（法語：法語：，1670年3月31日—1736年5月14日）路易十四和蒙特斯龐侯爵夫人的长子。

## 生平
法王路易十四的私生子，深受晚年路易十四的怜爱，1673年受封曼恩公爵。1688—1697年大同盟战争中建立功勋。1715年路易十四世在遗嘱中规定在路易十五成年前由摄政议会处理朝政，指定他为摄政议会成员兼国王监护人，与摄政王奥尔良公爵——菲利普二世一同辅政。但不久，奥尔良公爵通过巴黎高等法院中召开国王行法会宣布路易十四的遗嘱作废，解除他的一切职务。在这之后曾策划西班牙国王费利佩五世统治法国，阴谋泄露后被捕，被关押在杜朗。